# Niederlauer
Niederlauer è un comune tedesco di 1 787 abitanti, situato nel land della Baviera.
È bagnato dalla Saale di Franconia, un affluente del Meno.